# Rubjerg Plantage
Rubjerg Plantage er en plantage på ca. 130 tønder land, der ligger ved Rubjerg Knude syd for Lønstrup sydvest for Hjørring i Hjørring Kommune i Vendsyssel. 
Plantagen består blandt andet af træer som østrigsk fyr, contortafyr og egetræer. Af øvrige planter er der blandt andet gyvel, havtorn, klitrose, enebær og orkidéen hollandsk hullæbe. Dyrelivet består f.eks. af rådyr, ræve, harer, fasaner og nogle gange trækfugle. Der er desuden en gravhøj fra bronzealderen, der hedder Mulshøje, og som muligvis har været benyttes som tingsted. Plantagen har siden 2002 været ejet af Miljøministeriet. 

## Historie
Området, som plantagen ligger i, blev købt af Hjørring Kommune i 1927, der skulle bruge området, for at beskæftige nogle arbejdsløse, der skulle lave det dengang forblæste og øde område om til en plantage med hvidgran og bjergfyr . I løbet af et halvt års tid blev der plantet ca. 500.000 træer. I de efterfølgende 15-20 år blev plantagen ramt af både brande og rodsvamp, hvorefter der blev plantet andre træsorter. Under arbejdet blev arbejderne transporteret med Hjørring-Aabybro-banen fra Hjørring og hen til en ejendom beliggende 15 minutters gang fra plantagen.